# Igreja Central Evangélica Armênia de São Paulo
A Igreja Central Evangélica Armênia de São Paulo é uma igreja local presbiteriana, organizada em São Paulo, no ano de 1926, por imigrantes armênios que fugiram do Genocídio armênio do império Turco-Otomano. É hoje parte da Igreja Presbiteriana do Brasil e filiada a União das Igrejas Evangélicas Armênias da América do Norte.

## História

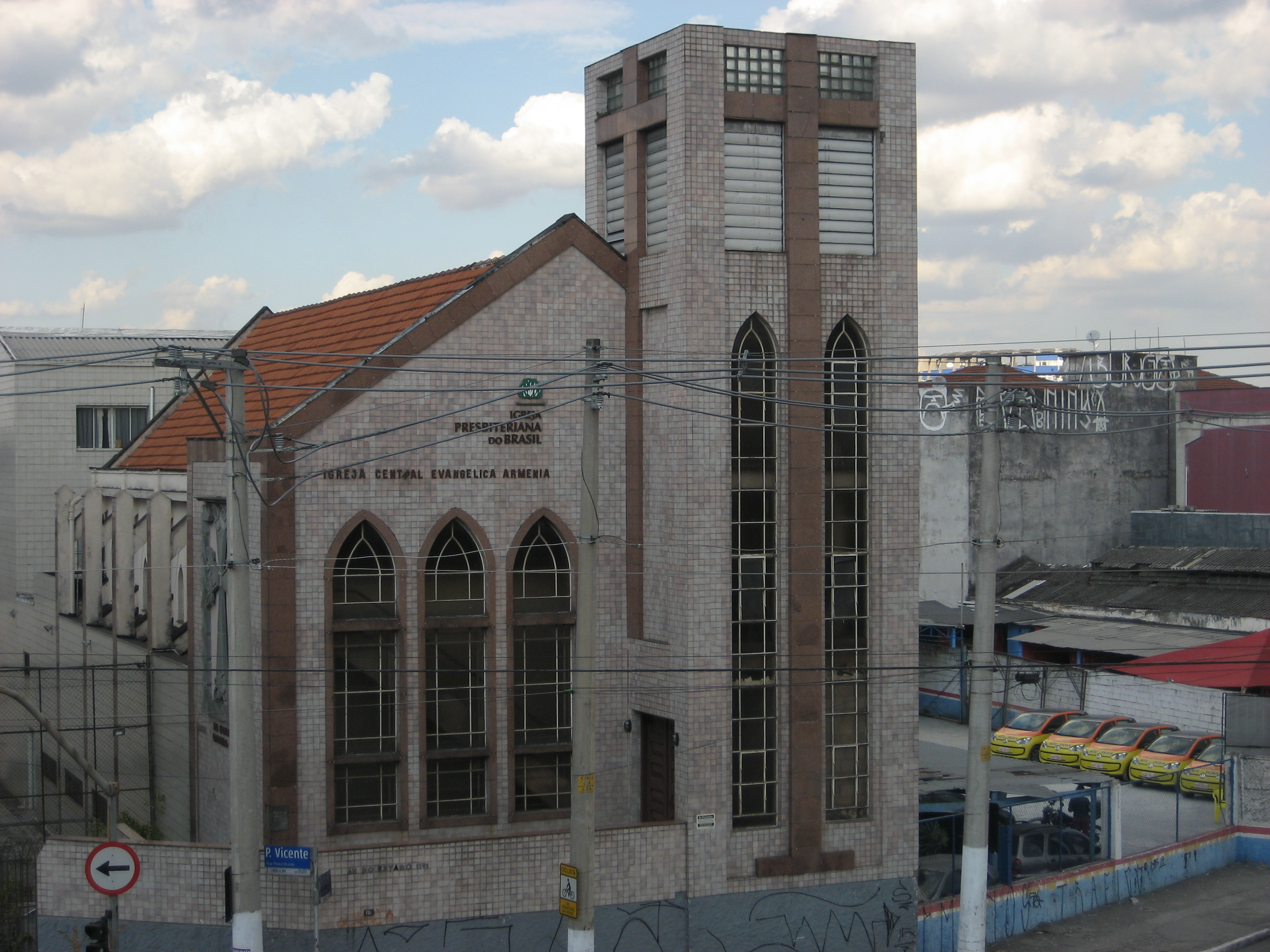
Igreja Central Evangélica Armênia de São Paulo

A Igreja Evangélica Armênia foi formada em julho de 1846, em Constantinopla (atual Istambul), tendo início com 40 pessoas. O reverendo Absalão Iutiudjian foi seu primeiro pastor.
Em 1873, no Império Otomano, havia 74 igrejas, com 47 pastores, 56 pregadores, 4032 membros, e mais de 13 mil pessoas que frequentavam os cultos da denominação. Nesse período havia 128 escolas bíblicas, que contavam com 9 mil crianças e jovens. Com o crescimento das igrejas locais foi precisa a criação de uma união e outros órgãos de cooperação mutua.
Na de 1920, chegaram ao Brasil os primeiros refugiados armênios dos genocídio do Império Otomano. Em 1926, os evangélicos armênios comeram a se unir como congregação, preservando a fé, a identidade cultural, as tradições armênias, sua língua e a solidariedade com seus parentes e amigos reconhecidos como mártires. Em 1926, sob a liderança do Rev. Michael Bitchmayan, Prof. Peniamim Gaidzakian e Apraham Partamian, foi organizada a Igreja Central Evangélica Armênia de São Paulo, a que foi reconhecida oficialmente em 1927.

## Doutrina
A igreja, como parte da Igreja Presbiteriana do Brasil, subscreve os Padrões de Westminster (Confissão de Fé de Westminster, Catecismo Maior de Westminster e Breve Catecismo de Westminster). Além disso, a igreja afirma o Credo dos Apóstolos e tem o sistema de governo presbiteriano.

## A Igreja Central Evangélica Armênia hoje
A sede da igreja é hoje um símbolo da presença dos armênios na cidade de São Paulo e destaque na data de 24 de abril, dia em que o armênios lembram do Genocídio armênio de 1915.
Em 2015 a igreja comemorou 88 anos de organização, sendo uma das 19 organizações armênias de São Paulo.
A igreja localiza-se na Avenida do Estado, em Bom Retiro, na cidade de São Paulo.